# Équipe de France de football au Championnat d'Europe 2020
Pour un article plus général, voir Campagne 2020-2022 de l'équipe de France de football.
Cet article relate le parcours de l'équipe de France de football lors du Championnat d'Europe de football 2020 organisé dans 11 grandes villes d'Europe du 11 juin au 11 juillet 2021. Son parcours prend fin à la suite d'une élimination aux tirs au but en huitièmes de finale contre la Suisse.

## Contexte
Après une magnifique Coupe du monde 2018 couronnée d'un deuxième titre mondial grâce à sa victoire en finale face à la Croatie (4-2), l'équipe de France se qualifie pour l'Euro en terminant à la première place du Groupe H, malgré une double contre-performance contre la Turquie (défaite à Konya, match nul au Stade de France), ce qui lui permet de disputer son huitième Championnat d'Europe consécutif ainsi que son treizième tournoi majeur d'affilée (toutes compétitions confondues).

## Maillots
Le maillot de l’équipe de France a été dévoilé par Nike le 4 septembre 2020. Le maillot domicile comporte deux nuances de bleu, sous forme de rayures. Une ligne rouge scinde le maillot, rappelant les mythiques maillots de l'équipe de France à l'Euro 1984, à la Coupe du monde 1998 et à l'Euro 2000. Le maillot extérieur est plus classique : blanc avec des rayures bleues, blanches et rouges sur les côtés.

## Qualifications
| Rang | Équipe      | Pts | J  | G | N | P | Bp | Bc | Diff |  | Résultats (▼ dom., ► ext.) |     |     |     |     |     |     |
| ---- | ----------- | --- | -- | - | - | - | -- | -- | ---- |  | -------------------------- | --- | --- | --- | --- | --- | --- |
| 1    | France      | 25  | 10 | 8 | 1 | 1 | 25 | 6  | +19  |  | France                     |     | 1-1 | 4-0 | 4-1 | 3-0 | 2-1 |
| 2    | Turquie     | 23  | 10 | 7 | 2 | 1 | 18 | 3  | +15  |  | Turquie                    | 2-0 |     | 0-0 | 1-0 | 1-0 | 4-0 |
| 3    | Islande (B) | 19  | 10 | 6 | 1 | 3 | 14 | 11 | +3   |  | Islande (B)                | 0-1 | 2-1 |     | 1-0 | 2-0 | 3-0 |
| 4    | Albanie     | 13  | 10 | 4 | 1 | 5 | 16 | 14 | +2   |  | Albanie                    | 0-2 | 0-2 | 4-2 |     | 2-2 | 2-0 |
| 5    | Andorre     | 4   | 10 | 1 | 1 | 8 | 3  | 20 | -17  |  | Andorre                    | 0-4 | 0-2 | 0-2 | 0-3 |     | 1-0 |
| 6    | Moldavie    | 3   | 10 | 1 | 0 | 9 | 4  | 26 | -22  |  | Moldavie                   | 1-4 | 0-4 | 1-2 | 0-4 | 1-0 |     |

- Sélection directement qualifiée pour l'Euro 2020

## Matchs de préparation

### Détail des matchs de préparation
| Match amical          | France                                             | 3 - 0   | Pays de Galles |                                                                            |                                                                            |
| 2 juin 2021 21h05 HEC | 34e Mbappé · 48e Griezmann ( Mbappé) · 79e Dembélé | (1 - 0) |                | Allianz Riviera, Nice Spectateurs : 0 (Huis clos) Arbitrage : Luis Godinho | Allianz Riviera, Nice Spectateurs : 0 (Huis clos) Arbitrage : Luis Godinho |

| Match amical          | France                                                          | 3 - 0   | Bulgarie |                                                                                      |                                                                                      |
| 8 juin 2021 21h10 HEC | 29e Griezmann · 83e Giroud ( Pavard) · 90e Giroud ( Ben Yedder) | (1 - 0) |          | Stade de France, Saint-Denis Spectateurs : 5 000 Arbitrage : Anastasios Sidiropoulos | Stade de France, Saint-Denis Spectateurs : 5 000 Arbitrage : Anastasios Sidiropoulos |

## Phase finale

### Effectif
Didier Deschamps annonce la liste des 26 joueurs le 18 mai 2021.
NB : Les âges et les sélections sont calculés au début de l'Euro 2020, le 11 juin 2021.

### Premier tour
| v · m | Équipe    | Pts | J | G | N | P | Bp | Bc | Diff |
| ----- | --------- | --- | - | - | - | - | -- | -- | ---- |
| 1     | France    | 5   | 3 | 1 | 2 | 0 | 4  | 3  | +1   |
| 2     | Allemagne | 4   | 3 | 1 | 1 | 1 | 6  | 5  | +1   |
| 3     | Portugal  | 4   | 3 | 1 | 1 | 1 | 7  | 6  | +1   |
| 4     | Hongrie   | 2   | 3 | 0 | 2 | 1 | 3  | 6  | -3   |

#### France - Allemagne
| Match 12           | France            | 1 - 0   | Allemagne | Allianz Arena, Munich                                                                          |                                                                                                |
| 15 juin 2021 21h00 | Hummels 19e (csc) | (1 - 0) |           | Spectateurs : 13 000 Arbitrage : Carlos del Cerro Grande Arbitre vidéo : Juan Martínez Munuera | Spectateurs : 13 000 Arbitrage : Carlos del Cerro Grande Arbitre vidéo : Juan Martínez Munuera |
| 15 juin 2021 21h00 | Rapport           |         |           | Spectateurs : 13 000 Arbitrage : Carlos del Cerro Grande Arbitre vidéo : Juan Martínez Munuera | Spectateurs : 13 000 Arbitrage : Carlos del Cerro Grande Arbitre vidéo : Juan Martínez Munuera |

| France | Allemagne |

| FRANCE :         |    |                   |       |
|                  |    |                   |       |
| Gardien de but   | 1  | Hugo Lloris       |       |
|                  | 21 | Lucas Hernandez   |       |
|                  | 3  | Presnel Kimpembe  |       |
|                  | 4  | Raphaël Varane    |       |
|                  | 2  | Benjamin Pavard   |       |
|                  | 13 | N'Golo Kanté      |       |
|                  | 6  | Paul Pogba        |       |
|                  | 14 | Adrien Rabiot     | 90+4e |
|                  | 7  | Antoine Griezmann |       |
|                  | 10 | Kylian Mbappé     |       |
|                  | 19 | Karim Benzema     | 89e   |
| Remplaçants :    |    |                   |       |
|                  | 12 | Corentin Tolisso  | 89e   |
|                  | 11 | Ousmane Dembélé   | 90+4e |
| Sélectionneur :  |    |                   |       |
| Didier Deschamps |    |                   |       |

| ALLEMAGNE :     |    |                 |    |     |
|                 |    |                 |    |     |
| Gardien de but  | 1  | Manuel Neuer    |    |     |
|                 | 2  | Antonio Rüdiger |    |     |
|                 | 5  | Mats Hummels    |    |     |
|                 | 4  | Matthias Ginter |    | 88e |
|                 | 20 | Robin Gosens    |    | 88e |
|                 | 8  | Toni Kroos      |    |     |
|                 | 21 | İlkay Gündoğan  |    |     |
|                 | 6  | Joshua Kimmich  | 7e |     |
|                 | 25 | Thomas Müller   |    |     |
|                 | 7  | Kai Havertz     |    | 74e |
|                 | 10 | Serge Gnabry    |    | 74e |
| Remplaçants :   |    |                 |    |     |
|                 | 11 | Timo Werner     |    | 74e |
|                 | 19 | Leroy Sané      |    | 74e |
|                 | 9  | Kevin Volland   |    | 88e |
|                 | 23 | Emre Can        |    | 88e |
| Sélectionneur : |    |                 |    |     |
| Joachim Löw     |    |                 |    |     |

| Assistants : Juan Carlos Yuste Jiménez Roberto Alonso Fernández Quatrième arbitre : Srđan Jovanović Homme du match : Paul Pogba |

#### Hongrie - France
| Match 22           | Hongrie               | 1 - 1   | France        | Stade Ferenc-Puskás, Budapest                                                  |                                                                                |
| 19 juin 2021 15h00 | ( Sallai) Fiola 45+2e | (1 - 0) | 66e Griezmann | Spectateurs : 55 998 Arbitrage : Michael Oliver Arbitre vidéo : Chris Kavanagh | Spectateurs : 55 998 Arbitrage : Michael Oliver Arbitre vidéo : Chris Kavanagh |
| 19 juin 2021 15h00 | Rapport               |         |               | Spectateurs : 55 998 Arbitrage : Michael Oliver Arbitre vidéo : Chris Kavanagh | Spectateurs : 55 998 Arbitrage : Michael Oliver Arbitre vidéo : Chris Kavanagh |

| Hongrie | France |

| HONGRIE :       |    |                     |     |     |
|                 |    |                     |     |     |
| Gardien de but  | 1  | Péter Gulácsi       |     |     |
|                 | 4  | Attila Szalai       |     |     |
|                 | 6  | Willi Orban         |     |     |
|                 | 21 | Endre Botka         | 52e |     |
|                 | 8  | Ádám Nagy           |     |     |
|                 | 5  | Attila Fiola        |     |     |
|                 | 13 | András Schäfer      |     | 75e |
|                 | 15 | László Kleinheisler |     | 84e |
|                 | 7  | Loïc Nego           |     |     |
|                 | 20 | Roland Sallai       |     |     |
|                 | 9  | Ádám Szalai         |     | 26e |
| Remplaçants :   |    |                     |     |     |
|                 | 23 | Nemanja Nikolić     |     | 26e |
|                 | 10 | Tamás Cseri         |     | 75e |
|                 | 14 | Gergő Lovrencsics   |     | 84e |
| Sélectionneur : |    |                     |     |     |
| Marco Rossi     |    |                     |     |     |

| FRANCE :         |    |                   |     |     |     |
|                  |    |                   |     |     |     |
| Gardien de but   | 1  | Hugo Lloris       |     |     |     |
|                  | 18 | Lucas Digne       |     |     |     |
|                  | 3  | Presnel Kimpembe  |     |     |     |
|                  | 4  | Raphaël Varane    |     |     |     |
|                  | 2  | Benjamin Pavard   | 10e |     |     |
|                  | 13 | N'Golo Kanté      |     |     |     |
|                  | 14 | Adrien Rabiot     |     |     | 57e |
|                  | 6  | Paul Pogba        |     |     | 76e |
|                  | 7  | Antoine Griezmann |     |     |     |
|                  | 10 | Kylian Mbappé     |     |     |     |
|                  | 19 | Karim Benzema     |     |     | 76e |
| Remplaçants :    |    |                   |     |     |     |
|                  | 11 | Ousmane Dembélé   |     | 57e | 87e |
|                  | 12 | Corentin Tolisso  |     | 76e |     |
|                  | 9  | Olivier Giroud    |     | 76e |     |
|                  | 8  | Thomas Lemar      |     | 87e |     |
| Sélectionneur :  |    |                   |     |     |     |
| Didier Deschamps |    |                   |     |     |     |

| Assistants : Stuart Burt Simon Bennett Quatrième arbitre : Bartosz Frankowski (en) Homme du match : László Kleinheisler |

#### Portugal - France
| Match 35           | Portugal                                | 2 - 2   | France                                      | Stade Ferenc-Puskás, Budapest                                                                           | |
| 23 juin 2021 21h00 | Ronaldo 31e (pen.) · Ronaldo 60e (pen.) | (1 - 1) | 45+2e (pen.) Benzema · 47e Benzema (Pogba ) | Spectateurs : 54 886 Arbitrage : Antonio Mateu Lahoz Arbitre vidéo : Alejandro Hernández Hernández (en) | Spectateurs : 54 886 Arbitrage : Antonio Mateu Lahoz Arbitre vidéo : Alejandro Hernández Hernández (en) |
| 23 juin 2021 21h00 | Rapport                                 |         |                                             | Spectateurs : 54 886 Arbitrage : Antonio Mateu Lahoz Arbitre vidéo : Alejandro Hernández Hernández (en) | Spectateurs : 54 886 Arbitrage : Antonio Mateu Lahoz Arbitre vidéo : Alejandro Hernández Hernández (en) |

| Portugal | France |

| PORTUGAL :      |    |                   |     |
|                 |    |                   |     |
| Gardien de but  | 1  | Rui Patrício      |     |
|                 | 5  | Raphaël Guerreiro |     |
|                 | 3  | Pepe              |     |
|                 | 4  | Rúben Dias        |     |
|                 | 2  | Nélson Semedo     | 79e |
|                 | 16 | Renato Sanches    | 88e |
|                 | 13 | Danilo Pereira    | 46e |
|                 | 8  | João Moutinho     | 72e |
|                 | 21 | Diogo Jota        |     |
|                 | 7  | Cristiano Ronaldo |     |
|                 | 10 | Bernardo Silva    | 72e |
| Remplaçants :   |    |                   |     |
|                 | 26 | João Palhinha     | 46e |
|                 | 11 | Bruno Fernandes   | 72e |
|                 | 18 | Rúben Neves       | 72e |
|                 | 20 | Diogo Dalot       | 79e |
|                 | 24 | Sérgio Oliveira   | 88e |
| Sélectionneur : |    |                   |     |
| Fernando Santos |    |                   |     |

| FRANCE :         |    |                   |     |     |     |
|                  |    |                   |     |     |     |
| Gardien de but   | 1  | Hugo Lloris       | 27e |     |     |
|                  | 21 | Lucas Hernandez   | 36e | 46e |     |
|                  | 3  | Presnel Kimpembe  | 83e |     |     |
|                  | 4  | Raphaël Varane    |     |     |     |
|                  | 25 | Jules Koundé      |     |     |     |
|                  | 13 | N'Golo Kanté      |     |     |     |
|                  | 6  | Paul Pogba        |     |     |     |
|                  | 10 | Kylian Mbappé     |     |     |     |
|                  | 7  | Antoine Griezmann | 40e | 87e |     |
|                  | 12 | Corentin Tolisso  |     | 66e |     |
|                  | 19 | Karim Benzema     |     |     |     |
| Remplaçants :    |    |                   |     |     |     |
|                  | 18 | Lucas Digne       |     | 52e | 46e |
|                  | 14 | Adrien Rabiot     |     |     | 52e |
|                  | 20 | Kingsley Coman    |     |     | 66e |
|                  | 17 | Moussa Sissoko    |     |     | 87e |
| Sélectionneur :  |    |                   |     |     |     |
| Didier Deschamps |    |                   |     |     |     |

| Assistants : Pau Cebrián Devís Roberto Díaz Pérez del Palomar Quatrième arbitre : Ovidiu Hațegan Homme du match : Karim Benzema |

### Huitième de finale

#### France - Suisse
| Match 42           | France                                                       | 3 - 3 a. p.           | Suisse                                                                    | Arena Națională, Bucarest                                                                      |                                                                                                |
| 28 juin 2021 21h00 | ( Mbappé) Benzema 57e · ( Griezmann) Benzema 59e · Pogba 75e | (0 - 1, 3 - 3, 3 - 3) | 15e Seferović (Zuber ) · 81e Seferović (Mbabu ) · 90e Gavranović (Xhaka ) | Spectateurs : 22 642 Arbitrage : Fernando Rapallini Arbitre vidéo : Juan Martínez Munuera (en) | Spectateurs : 22 642 Arbitrage : Fernando Rapallini Arbitre vidéo : Juan Martínez Munuera (en) |
| 28 juin 2021 21h00 | Rapport                                                      |                       |                                                                           | Spectateurs : 22 642 Arbitrage : Fernando Rapallini Arbitre vidéo : Juan Martínez Munuera (en) | Spectateurs : 22 642 Arbitrage : Fernando Rapallini Arbitre vidéo : Juan Martínez Munuera (en) |
| 28 juin 2021 21h00 | Pogba · Giroud · Thuram · Kimpembe · Mbappé                  | Tirs au but 4 - 5     | Gavranović · Schär · Akanji · Vargas · Mehmedi                            | Spectateurs : 22 642 Arbitrage : Fernando Rapallini Arbitre vidéo : Juan Martínez Munuera (en) | Spectateurs : 22 642 Arbitrage : Fernando Rapallini Arbitre vidéo : Juan Martínez Munuera (en) |

| France | Suisse |

| FRANCE :         |    |                   |     |      |      |
|                  |    |                   |     |      |      |
| Gardien de but   | 1  | Hugo Lloris       |     |      |      |
|                  | 3  | Presnel Kimpembe  |     |      |      |
|                  | 5  | Clément Lenglet   |     |      | 46e  |
|                  | 4  | Raphaël Varane    | 30e |      |      |
|                  | 14 | Adrien Rabiot     |     |      |      |
|                  | 13 | N'Golo Kanté      |     |      |      |
|                  | 6  | Paul Pogba        |     |      |      |
|                  | 2  | Benjamin Pavard   | 91e |      |      |
|                  | 7  | Antoine Griezmann |     |      | 88e  |
|                  | 10 | Kylian Mbappé     |     |      |      |
|                  | 19 | Karim Benzema     |     |      | 94e  |
| Remplaçants :    |    |                   |     |      |      |
|                  | 20 | Kingsley Coman    | 88e | 46e  | 111e |
|                  | 17 | Moussa Sissoko    |     | 88e  |      |
|                  | 9  | Olivier Giroud    |     | 94e  |      |
|                  | 26 | Marcus Thuram     |     | 111e |      |
| Sélectionneur :  |    |                   |     |      |      |
| Didier Deschamps |    |                   |     |      |      |

| SUISSE :          |    |                     |      |     |
|                   |    |                     |      |     |
| Gardien de but    | 1  | Yann Sommer         |      |     |
|                   | 13 | Ricardo Rodríguez   | 62e  | 87e |
|                   | 5  | Manuel Akanji       | 108e |     |
|                   | 4  | Nico Elvedi         | 32e  |     |
|                   | 14 | Steven Zuber        |      | 79e |
|                   | 10 | Granit Xhaka        | 76e  |     |
|                   | 8  | Remo Freuler        |      |     |
|                   | 3  | Silvan Widmer       |      | 73e |
|                   | 23 | Xherdan Shaqiri     |      | 73e |
|                   | 7  | Breel Embolo        |      | 80e |
|                   | 9  | Haris Seferović     |      | 97e |
| Remplaçants :     |    |                     |      |     |
|                   | 2  | Kevin Mbabu         |      | 73e |
|                   | 19 | Mario Gavranović    |      | 73e |
|                   | 16 | Christian Fassnacht |      | 79e |
|                   | 11 | Ruben Vargas        |      | 80e |
|                   | 18 | Admir Mehmedi       |      | 87e |
|                   | 22 | Fabian Schär        |      | 97e |
| Sélectionneur :   |    |                     |      |     |
| Vladimir Petković |    |                     |      |     |

| Assistants : Juan Pablo Belatti Diego Bonfá Quatrième arbitre : Bartosz Frankowski (en) Homme du match : Granit Xhaka |

## Statistiques

### Temps de jeu
| Joueur            |          |          |          |          | TT       | But inscrit | Passe décisive | MJ       | MT       | Légende |
| ----------------- | -------- | -------- | -------- | -------- | -------- | ----------- | -------------- | -------- | -------- | --- |
| Gardiens          | Gardiens | Gardiens | Gardiens | Gardiens | Gardiens | Gardiens    | Gardiens       | Gardiens | Gardiens | Abréviations et symboles : TT : Total de minutes jouées MJ : Nombre de matchs joués MT : Matchs joués en tant que titulaire : but : passe décisive : joueur entré : joueur remplacé : capitaine : carton jaune : carton rouge |
| Hugo Lloris       | 90       | 90       | 90       | 120      | 390      |             |                | 4        | 4        | Abréviations et symboles : TT : Total de minutes jouées MJ : Nombre de matchs joués MT : Matchs joués en tant que titulaire : but : passe décisive : joueur entré : joueur remplacé : capitaine : carton jaune : carton rouge |
| Mike Maignan      |          |          |          |          | 0        |             |                |          |          | Abréviations et symboles : TT : Total de minutes jouées MJ : Nombre de matchs joués MT : Matchs joués en tant que titulaire : but : passe décisive : joueur entré : joueur remplacé : capitaine : carton jaune : carton rouge |
| Steve Mandanda    |          |          |          |          | 0        |             |                |          |          | Abréviations et symboles : TT : Total de minutes jouées MJ : Nombre de matchs joués MT : Matchs joués en tant que titulaire : but : passe décisive : joueur entré : joueur remplacé : capitaine : carton jaune : carton rouge |
| Défenseurs        |          |          |          |          |          |             |                |          |          | Abréviations et symboles : TT : Total de minutes jouées MJ : Nombre de matchs joués MT : Matchs joués en tant que titulaire : but : passe décisive : joueur entré : joueur remplacé : capitaine : carton jaune : carton rouge |
| Benjamin Pavard   | 90       | 90       |          | 120      | 300      |             |                | 3        | 3        | Abréviations et symboles : TT : Total de minutes jouées MJ : Nombre de matchs joués MT : Matchs joués en tant que titulaire : but : passe décisive : joueur entré : joueur remplacé : capitaine : carton jaune : carton rouge |
| Léo Dubois        |          |          |          |          | 0        |             |                |          |          | Abréviations et symboles : TT : Total de minutes jouées MJ : Nombre de matchs joués MT : Matchs joués en tant que titulaire : but : passe décisive : joueur entré : joueur remplacé : capitaine : carton jaune : carton rouge |
| Raphaël Varane    | 90       | 90       | 90       | 120      | 390      |             |                | 4        | 4        | Abréviations et symboles : TT : Total de minutes jouées MJ : Nombre de matchs joués MT : Matchs joués en tant que titulaire : but : passe décisive : joueur entré : joueur remplacé : capitaine : carton jaune : carton rouge |
| Clément Lenglet   |          |          |          | 45       | 45       |             |                | 1        | 1        | Abréviations et symboles : TT : Total de minutes jouées MJ : Nombre de matchs joués MT : Matchs joués en tant que titulaire : but : passe décisive : joueur entré : joueur remplacé : capitaine : carton jaune : carton rouge |
| Presnel Kimpembe  | 90       | 90       | 90       | 120      | 390      |             |                | 4        | 4        | Abréviations et symboles : TT : Total de minutes jouées MJ : Nombre de matchs joués MT : Matchs joués en tant que titulaire : but : passe décisive : joueur entré : joueur remplacé : capitaine : carton jaune : carton rouge |
| Jules Koundé      |          |          | 90       |          | 90       |             |                | 1        | 1        | Abréviations et symboles : TT : Total de minutes jouées MJ : Nombre de matchs joués MT : Matchs joués en tant que titulaire : but : passe décisive : joueur entré : joueur remplacé : capitaine : carton jaune : carton rouge |
| Kurt Zouma        |          |          |          |          | 0        |             |                |          |          | Abréviations et symboles : TT : Total de minutes jouées MJ : Nombre de matchs joués MT : Matchs joués en tant que titulaire : but : passe décisive : joueur entré : joueur remplacé : capitaine : carton jaune : carton rouge |
| Lucas Digne       |          | 90       | 7        |          | 97       |             |                | 2        | 1        | Abréviations et symboles : TT : Total de minutes jouées MJ : Nombre de matchs joués MT : Matchs joués en tant que titulaire : but : passe décisive : joueur entré : joueur remplacé : capitaine : carton jaune : carton rouge |
| Lucas Hernandez   | 90       |          | 45       |          | 135      |             | 1              | 2        | 2        | Abréviations et symboles : TT : Total de minutes jouées MJ : Nombre de matchs joués MT : Matchs joués en tant que titulaire : but : passe décisive : joueur entré : joueur remplacé : capitaine : carton jaune : carton rouge |
| Milieux           |          |          |          |          |          |             |                |          |          | Abréviations et symboles : TT : Total de minutes jouées MJ : Nombre de matchs joués MT : Matchs joués en tant que titulaire : but : passe décisive : joueur entré : joueur remplacé : capitaine : carton jaune : carton rouge |
| Paul Pogba        | 90       | 76       | 90       | 120      | 376      | 1           | 1              | 4        | 4        | Abréviations et symboles : TT : Total de minutes jouées MJ : Nombre de matchs joués MT : Matchs joués en tant que titulaire : but : passe décisive : joueur entré : joueur remplacé : capitaine : carton jaune : carton rouge |
| N'Golo Kanté      | 90       | 90       | 90       | 120      | 390      |             |                | 4        | 4        | Abréviations et symboles : TT : Total de minutes jouées MJ : Nombre de matchs joués MT : Matchs joués en tant que titulaire : but : passe décisive : joueur entré : joueur remplacé : capitaine : carton jaune : carton rouge |
| Adrien Rabiot     | 89       | 57       | 38       | 120      | 304      |             |                | 4        | 3        | Abréviations et symboles : TT : Total de minutes jouées MJ : Nombre de matchs joués MT : Matchs joués en tant que titulaire : but : passe décisive : joueur entré : joueur remplacé : capitaine : carton jaune : carton rouge |
| Thomas Lemar      |          | 3        |          |          | 3        |             |                | 1        |          | Abréviations et symboles : TT : Total de minutes jouées MJ : Nombre de matchs joués MT : Matchs joués en tant que titulaire : but : passe décisive : joueur entré : joueur remplacé : capitaine : carton jaune : carton rouge |
| Moussa Sissoko    |          |          | 3        | 32       | 34       |             |                | 2        |          | Abréviations et symboles : TT : Total de minutes jouées MJ : Nombre de matchs joués MT : Matchs joués en tant que titulaire : but : passe décisive : joueur entré : joueur remplacé : capitaine : carton jaune : carton rouge |
| Corentin Tolisso  | 1        | 14       | 66       |          | 81       |             |                | 3        | 1        | Abréviations et symboles : TT : Total de minutes jouées MJ : Nombre de matchs joués MT : Matchs joués en tant que titulaire : but : passe décisive : joueur entré : joueur remplacé : capitaine : carton jaune : carton rouge |
| Attaquants        |          |          |          |          |          |             |                |          |          | Abréviations et symboles : TT : Total de minutes jouées MJ : Nombre de matchs joués MT : Matchs joués en tant que titulaire : but : passe décisive : joueur entré : joueur remplacé : capitaine : carton jaune : carton rouge |
| Karim Benzema     | 89       | 76       | 90       | 94       | 349      | 4           |                | 4        | 4        | Abréviations et symboles : TT : Total de minutes jouées MJ : Nombre de matchs joués MT : Matchs joués en tant que titulaire : but : passe décisive : joueur entré : joueur remplacé : capitaine : carton jaune : carton rouge |
| Antoine Griezmann | 90       | 90       | 87       | 88       | 355      | 1           | 1              | 4        | 4        | Abréviations et symboles : TT : Total de minutes jouées MJ : Nombre de matchs joués MT : Matchs joués en tant que titulaire : but : passe décisive : joueur entré : joueur remplacé : capitaine : carton jaune : carton rouge |
| Olivier Giroud    |          | 14       |          | 26       | 40       |             |                | 2        |          | Abréviations et symboles : TT : Total de minutes jouées MJ : Nombre de matchs joués MT : Matchs joués en tant que titulaire : but : passe décisive : joueur entré : joueur remplacé : capitaine : carton jaune : carton rouge |
| Kingsley Coman    |          |          | 24       | 66       | 90       |             |                | 2        |          | Abréviations et symboles : TT : Total de minutes jouées MJ : Nombre de matchs joués MT : Matchs joués en tant que titulaire : but : passe décisive : joueur entré : joueur remplacé : capitaine : carton jaune : carton rouge |
| Wissam Ben Yedder |          |          |          |          | 0        |             |                |          |          | Abréviations et symboles : TT : Total de minutes jouées MJ : Nombre de matchs joués MT : Matchs joués en tant que titulaire : but : passe décisive : joueur entré : joueur remplacé : capitaine : carton jaune : carton rouge |
| Ousmane Dembélé   | 1        | 30       |          |          | 31       |             |                | 2        |          | Abréviations et symboles : TT : Total de minutes jouées MJ : Nombre de matchs joués MT : Matchs joués en tant que titulaire : but : passe décisive : joueur entré : joueur remplacé : capitaine : carton jaune : carton rouge |
| Kylian Mbappé     | 90       | 90       | 90       | 120      | 390      |             | 1              | 4        | 4        | Abréviations et symboles : TT : Total de minutes jouées MJ : Nombre de matchs joués MT : Matchs joués en tant que titulaire : but : passe décisive : joueur entré : joueur remplacé : capitaine : carton jaune : carton rouge |
| Marcus Thuram     |          |          |          | 9        | 9        |             |                | 1        |          | Abréviations et symboles : TT : Total de minutes jouées MJ : Nombre de matchs joués MT : Matchs joués en tant que titulaire : but : passe décisive : joueur entré : joueur remplacé : capitaine : carton jaune : carton rouge |

| Buts | Joueurs           | Adversaires                |
| ---- | ----------------- | -------------------------- |
| 4    | Karim Benzema     | Portugal (x2), Suisse (x2) |
| 1    | Antoine Griezmann | Hongrie                    |
| 1    | Paul Pogba        | Suisse                     |

| Passes | Joueurs           | Adversaires |
| ------ | ----------------- | ----------- |
| 1      | Lucas Hernandez   | Allemagne   |
| 1      | Paul Pogba        | Portugal    |
| 1      | Kylian Mbappé     | Suisse      |
| 1      | Antoine Griezmann | Suisse      |

## Aspects socio-économiques

### Audiences télévisuelles
| Jour de diffusion | Match              | Compétition          | Diffuseur | Téléspectateurs | Part d'audience | Référence |
| ----------------- | ------------------ | -------------------- | --------- | --------------- | --------------- | --------- |
| 15 juin 2021      | France – Allemagne | Euro 2020 (Groupe F) | M6        | 15 097 000      | 57,5 %          | [ 1 ]     |
| 19 juin 2021      | Hongrie – France   | Euro 2020 (Groupe F) | TF1       | 12 260 000      | 70,3 %          | [ 2 ]     |
| 23 juin 2021      | Portugal – France  | Euro 2020 (Groupe F) | TF1       | 15 590 000      | 57,6 %          | [ 3 ]     |
| 28 juin 2021      | France – Suisse    | Euro 2020 (⅛ finale) | TF1       | 16 344 000      | 63,3 %          | [ 4 ]     |